# Suriname op de Olympische Zomerspelen 2024
Suriname nam deel aan de Olympische Zomerspelen 2024 in Parijs.

## Aantal Deelnemers
Hieronder volgt een overzicht van de atleten die deelnamen de Olympische Zomerspelen van 2024.
| Sport       | Mannen | Vrouwen | Totaal |
| ----------- | ------ | ------- | ------ |
| Atletiek    | 1      | 0       | 1      |
| Badminton   | 1      | 0       | 1      |
| Wielersport | 1      | 0       | 1      |
| Zwemmen     | 1      | 1       | 2      |
| totaal      | 4      | 1       | 5      |

De in Suriname geboren zwemmers Renzo Tjon-A-Joe en Kenzo Simons hebben zich gekwalificeerd, maar zullen voor Nederland deelnemen aan de spelen.

## Deelnemers en resultaten

### Atletiek

#### Loopnummers
Mannen
| Atleet      | Onderdeel | Voorronde | Voorronde | Series         | Series         | Herkansingen | Herkansingen | Halve finale   | Halve finale   | Finale         | Finale         |
| Atleet      | Onderdeel | Tijd      | Rang      | Tijd           | Rang           | Tijd         | Rang         | Tijd           | Rang           | Tijd           | Rang           |
| ----------- | --------- | --------- | --------- | -------------- | -------------- | ------------ | ------------ | -------------- | -------------- | -------------- | -------------- |
| Jalen Lisse | 100 m     | 10,64     | 4         | Niet geplaatst | Niet geplaatst | n.v.t.       | n.v.t.       | Niet geplaatst | Niet geplaatst | Niet geplaatst | Niet geplaatst |

### Badminton
Mannen
| atleet     | onderdeel | groepsfase           | groepsfase                | groepsfase           | groepsfase | eliminatie           | kwartfinale          | halve finale         | finale / BM          | finale / BM    |
| atleet     | onderdeel | tegenstander uitslag | tegenstander uitslag      | tegenstander uitslag | rang       | tegenstander uitslag | tegenstander uitslag | tegenstander uitslag | tegenstander uitslag | rang           |
| ---------- | --------- | -------------------- | ------------------------- | -------------------- | ---------- | -------------------- | -------------------- | -------------------- | -------------------- | -------------- |
| Sören Opti | enkelspel | Shi Y V 5-21, 7-21   | Toti V 8-21, 1-4 (opgave) | n.v.t.               | 3          | niet geplaatst       | niet geplaatst       | niet geplaatst       | niet geplaatst       | niet geplaatst |

### Wielersport

#### Baanwielrennen
Keirin
| atleet          | onderdeel       | ronde 1 | herkansing | kwartfinale    | halve finale   | finale         |
| rang            | rang            | rang    | rang       | rang           |                |                |
| --------------- | --------------- | ------- | ---------- | -------------- | -------------- | -------------- |
| Jaïr Tjon En Fa | keirin (mannen) | 4 H     | 4          | niet geplaatst | niet geplaatst | niet geplaatst |

Sprint
| atleet          | onderdeel       | kwalificaties | kwalificaties | ronde 1              | herkansing 1           | ronde 2              | herkansing 2         | ronde 3              | herkansing 3         | kwartfinale          | halve finale         | finale/BM            | finale/BM      |
| atleet          | onderdeel       | tijd          | rang          | tegenstander uitslag | tegenstander uitslag   | tegenstander uitslag | tegenstander uitslag | tegenstander uitslag | tegenstander uitslag | tegenstander uitslag | tegenstander uitslag | tegenstander uitslag | rang           |
| --------------- | --------------- | ------------- | ------------- | -------------------- | ---------------------- | -------------------- | -------------------- | -------------------- | -------------------- | -------------------- | -------------------- | -------------------- | -------------- |
| Jaïr Tjon En Fa | sprint (mannen) | 9,637         | 23 Q          | Richardson V 9,815   | Spiegel Zhou Y W 9,999 | Iakovlev V 10,052    | Rudyk V 10,927       | niet geplaatst       | niet geplaatst       | niet geplaatst       | niet geplaatst       | niet geplaatst       | niet geplaatst |

### Zwemmen
Mannen
| atleet      | onderdeel        | series | series | halve finale   | halve finale   | finale         | finale         |
| atleet      | onderdeel        | tijd   | rang   | tijd           | rang           | tijd           | rang           |
| ----------- | ---------------- | ------ | ------ | -------------- | -------------- | -------------- | -------------- |
| Irvin Hoost | 100 m vrije slag | 52,99  | 68     | niet geplaatst | niet geplaatst | niet geplaatst | niet geplaatst |

Vrouwen
| atleet          | onderdeel       | series | series | halve finale   | halve finale   | finale         | finale         |
| atleet          | onderdeel       | tijd   | rang   | tijd           | rang           | tijd           | rang           |
| --------------- | --------------- | ------ | ------ | -------------- | -------------- | -------------- | -------------- |
| Kaelyn Djoparto | 50 m vrije slag | 29,99  | 61     | niet geplaatst | niet geplaatst | niet geplaatst | niet geplaatst |